# Иков, Владимир Константинович
Владимир Константинович Иков (22 декабря 1881  [3 января 1882], Москва — 29 декабря 1956, Москва) — социал-демократ (меньшевик), литератор.

## Биография
Родился 22 декабря 1881 года в Москве вне брака. Отец — Константин Николаевич Иков, зоолог, антрополог. Мать ― Вера, учительница музыки, дочь богатого ярославского помещика, сестра народовольца А. И. Иванчина-Писарева.
Участник российского революционного движения с 1902 г. С 1903 г. — в составе меньшевистской группы Ю. О. Мартова. Делегат IV, V съездов РСДРП (избран кандидатом в члены ЦК РСДРП). В 1917—1918 гг. — член «Комитета спасения Родины и революции». Литературные псевдонимы — Миров, Гродецкий, партийная кличка — Вадим.
С 1918 г. работал в системе кооперации (в Центросоюзе, ВСЕКОЛЕСе).
В 1924—1928 гг. — в ссылке. Затем помощник редактора отдела литературы, искусства и языкознания БСЭ.
В январе 1931 г. был осужден на 8 лет тюремного заключения на процессе «ЦК союзного бюро РСДРП (меньшевиков)». В 1940-е гг. — библиограф Фундаментальной библиотеки общественных наук АН СССР, сотрудник Всесоюзной государственной библиотеки иностранной литературы.
Вновь репрессирован в 1951 г.
Скончался в 1956 г. Похоронен в Москве на Введенском кладбище, 8 уч. (захоронение Ширяевых, Зейберт).

## Семья
У родителей В. К. Икова было  пятеро детей, из них кроме Владимира выжила только дочь Виктория.

## Сочинения
- Жизнь и деятельность Николая Гавриловича Чернышевского. 1828-1889-1928. — [Москва] : Молодая гвардия, 1928. — 202, [2] с., [1] вклад. л. портр. : ил., портр.
- Николай Алексеевич Некрасов : Историко-биографический очерк / Под ред. и с предисл. В. Ф. Переверзева. — [Москва] : Молодая гвардия, 1928. — 129, [2] с., [1] вклад. л. портр.
- Н. А. Добролюбов как революционер. — М. : Изд-во Всесоюзного о-ва политкаторжан и сс.-поселенцев, 1929. — 93 с., [3] с. объявл. : портр. — (Научно-популярная библиотека по истории революционного движения в очерках, воспоминаниях и биографиях)
- Эстетика Н. Г. Чернышевского. — М. : Изд-во Ассоциации художников революции, 1929. — 67 с., 1 вклад. л. портр.
- Листопад. / Воспоминания // Вопросы истории. 1995. № 8.